# Alessandro Bianco
Alessandro Bianco (Turín, Italia, 1 de octubre de 2002) es un futbolista italiano que juega como centrocampista en la A. C. Monza de la Serie A.

## Trayectoria
Jugó en las academias del Torino F. C. y Chisola antes de pasar a la ACF Fiorentina.
El 13 de agosto de 2021 debutó con el primer equipo en la victoria ante el Cosenza Calcio por la Copa de Italia.

## Estadísticas

### Clubes
Actualizado al último partido disputado el 2 de noviembre de 2024.
| Club                         | Div.          | Temporada     | Liga  | Liga  | Copas nacionales | Copas nacionales | Copas internacionales | Copas internacionales | Total | Total |
| Club                         | Div.          | Temporada     | Part. | Goles | Part.            | Goles            | Part.                 | Goles                 | Part. | Goles |
| ---------------------------- | ------------- | ------------- | ----- | ----- | ---------------- | ---------------- | --------------------- | --------------------- | ----- | ----- |
| ACF Fiorentina · Italia      | 1.ª           | 2021-22       | 0     | 0     | 2                | 0                | ―                     | ―                     | 2     | 0     |
| ACF Fiorentina · Italia      | 1.ª           | 2022-23       | 7     | 0     | 1                | 0                | 5                     | 0                     | 13    | 0     |
| A. C. Reggiana 1919 · Italia | 2.ª           | 2023-24       | 35    | 2     | 3                | 0                | ―                     | ―                     | 38    | 2     |
| A. C. Reggiana 1919 · Italia | Total club    | Total club    | 35    | 2     | 3                | 0                | 0                     | 0                     | 38    | 2     |
| ACF Fiorentina · Italia      | 1.ª           | 2024-25       | 1     | 0     | 0                | 0                | 1                     | 0                     | 2     | 0     |
| ACF Fiorentina · Italia      | Total club    | Total club    | 8     | 0     | 3                | 0                | 6                     | 0                     | 17    | 0     |
| A. C. Monza · Italia         | 1.ª           | 2024-25       | 7     | 1     | 1                | 0                | ―                     | ―                     | 8     | 1     |
| A. C. Monza · Italia         | Total club    | Total club    | 7     | 1     | 1                | 0                | 0                     | 0                     | 8     | 1     |
| Total carrera                | Total carrera | Total carrera | 50    | 3     | 7                | 0                | 6                     | 0                     | 63    | 3     |